# ジュール・ブリュネ

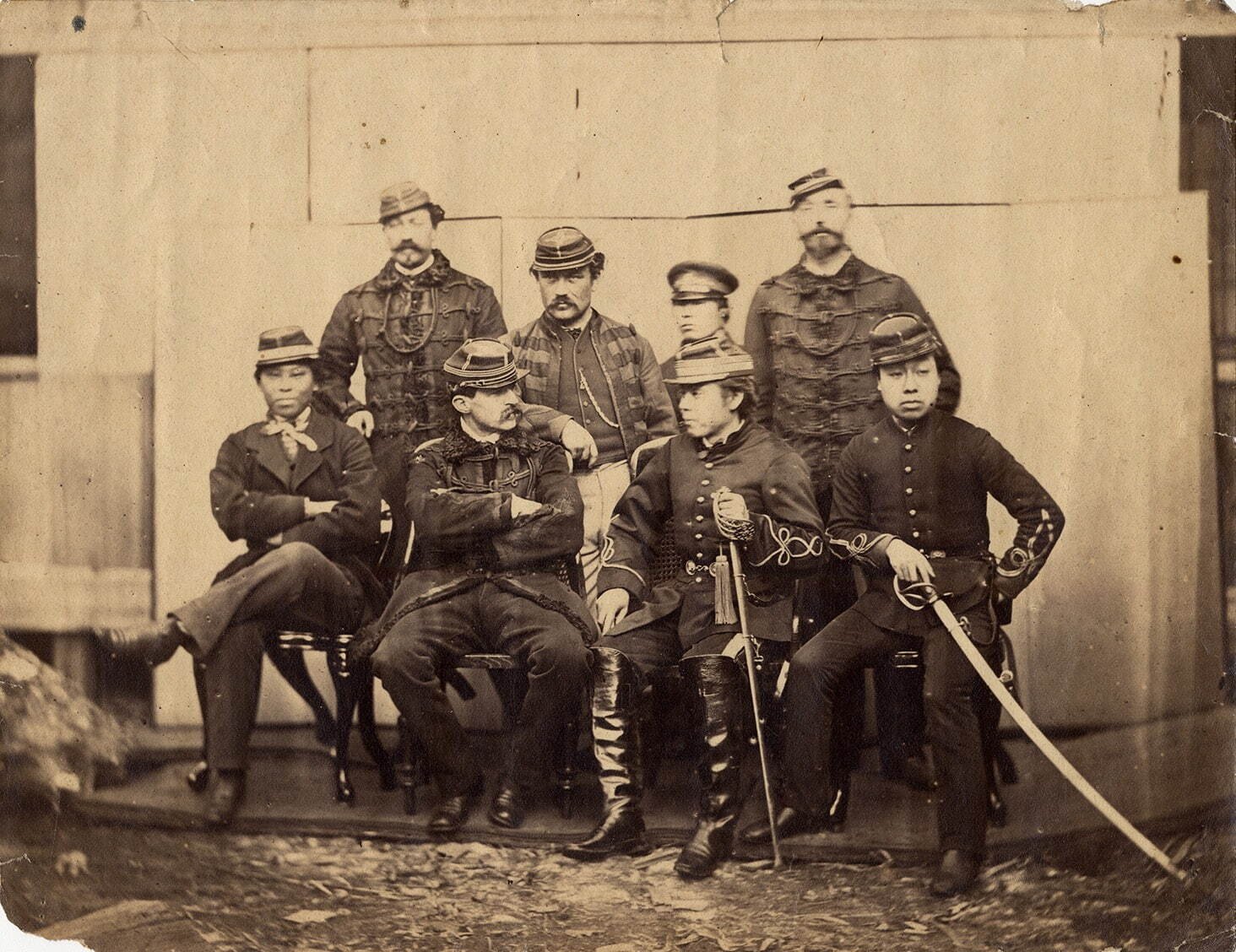
戊辰戦争中の箱館政権（1869年）。前列左から2番目の人物がブリュネ。その右は副総裁の松平太郎。

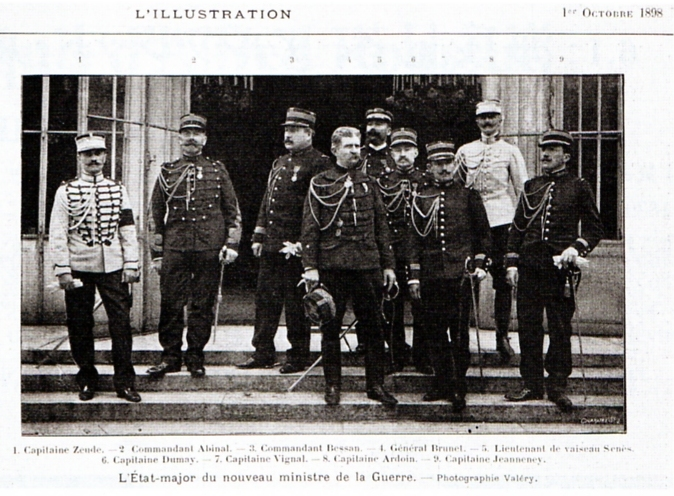
中央で脱帽している人物がブリュネ（1898年10月1日）

ジュール・ブリュネ（仏: Jules Brunet、1838年1月2日 - 1911年8月12日）は、フランス陸軍の陸軍将校。江戸幕府陸軍の近代化を支援する目的で派遣されたフランス軍事顧問団の一員として訪日し、榎本武揚率いる旧幕府軍に参加した。ハリウッド映画『ラスト サムライ』のモデルになった人物。帰国後は将官に就任した。

## 経歴
1838年1月2日、フランス東部アルザス・オー=ラン県ベルフォールに生まれた。父は第3竜騎兵連隊附獣医のジャン・ブリュネ、母はロール・ロシェ。エコール・ポリテクニーク（理工科学校）を卒業後、サン・シール陸軍士官学校、陸軍砲兵学校を卒業し、第3砲兵連隊附陸軍砲兵少尉に任官。1862年のメキシコ出兵に出征して功あり、レジオンドヌール勲章シュバリエ章を授与され、近衛砲兵連隊附に栄転。1864年、砲兵中尉に昇進、近衛騎馬砲兵連隊附。身長1m72cm。

### 軍事顧問団
ナポレオン3世は開国した日本との関係を深めるため、第15代将軍・徳川慶喜との関係を強め、1866年に対日軍事顧問団を派遣することを決めた。ブリュネはシャルル・シャノワーヌ参謀大尉を隊長とする軍事顧問団の副隊長に選ばれた。1867年初めに日本に到着したブリュネは、8月7日に二等大尉に昇進している。軍事顧問団は横浜大田陣屋で幕府伝習隊を1年以上訓練した。1868年の戊辰戦争ではナポレオン3世に書簡を送り、アメリカやイギリスの軍人が倒幕派に加担していることを伝えた。
戊辰戦争の初戦となった1868年1月27日の鳥羽・伏見の戦いにおいて旧幕府軍は新政府軍に敗北。徳川慶喜は大坂城から脱出し、新政府に恭順謹慎した。フランス軍事顧問団は9月14日に解雇され、11月17日にフランス政府もシャノワーヌに顧問団の召還を命じた。大半の軍人は10月から11月の間に日本を去ったが、ブリュネは軍籍を辞す手紙を送った後に部下のアンドレ・カズヌーヴとともに10月4日に榎本武揚率いる旧幕府艦隊旗艦の開陽丸に乗り込み、品川沖から離れた。榎本は5月頃にフランス公使に対してブリュレとの雇入れを要望しており、出向前にもシャノワーヌの訪問を受けたとしている。榎本は刑部省の糺問に対し、ブリュネがイタリア公使宅で催された芝居の混雑に紛れて脱走した（芝居相催其混雜ニ紛レ脱シ候由）と供述している。ブリュネらを横須賀から開陽丸まで手引したのは、ブリュネの教え子でもあった田島応親であった。旧幕府艦隊は出港後バラバラとなり、開陽丸は仙台で合流のために滞在することとなった。ここではアルテュール・フォルタン、ジャン・マルラン、フランソワ・ブッフィエの3人のフランス人士官と合流している。しかし、奥羽越列藩同盟の崩壊が目前に迫っていたこともあり、開陽丸は北海道を目指すことになる。

### 箱館戦争
ブリュネは、箱館で江戸幕府の海軍副総裁であった榎本を総裁とする、いわゆる「蝦夷共和国」（箱館政権）の創設を支援した。また陸軍奉行の大鳥圭介を補佐して箱館の防衛を軍事的に支援し、軍隊を4個の列細満（レジマン、フランス語で連隊を意味する "régiment" をそのまま当て字にした）にわけ、フランス人下士官を指揮官とした。なお、イタリア人商人、ジャーコモ・ファルファラ（Giacomo Farfara）の日記によれば、ブリュネは1868年12月時点で「天皇政府は近いうちに徳川軍による蝦夷島の占領を許すに相違ない。なぜなら、その地を徳川軍に〔ママ〕争奪する十分な軍事力を有しないから」という楽観的な見通しを語っていたという。
また、ブリュネは1869年2月6日付けで退役届けを提出しており、無給休暇と1870年5月1日までの日本滞在を申請し、これは承認された。
1869年6月、五稜郭に対して砲撃が始まり、函館政権の敗北は確実となった。6月9日にブリュネは部下全員に函館を離れるよう命じ、陥落前に箱館湾で戦局を観察中だったフランス軍艦コエトロゴンに収容を依頼した。10日にコエトロゴンに避難した9名の旧フランス軍顧問団員は、6月15日に横浜に到着した。当時横浜ではブリュネらの行動により反仏感情が高まっており、フランス人に対する暴行事件なども発生していた。マキシミリアン・ウートレー公使は早急に本国へ送還する必要があると考え、明治政府に厳重な処罰を与えると伝えた上で、重傷を負っていたカズヌーヴら2名を除く7名は、6月19日にベトナムに向け出港した。帰国に際して、徳川慶喜の短刀、松前藩の衛府の太刀、無名の粗雑な太刀の3振りの日本刀を持ち帰った。6月28日にブリュネらが乗った船はサイゴンに到着したが、この日は五稜郭が陥落し、総裁・榎本らが新政府軍に投降した日であった。

### 帰国後
10月3日、ブリュネはパリに戻り、原隊である第18砲兵隊に復帰して臨時職扱いとなった。10月15日のフランス陸軍省調査委員会により、ブリュネは予備役となった。9月3日には日本の澤宣嘉外務卿から厳重に裁くように抗議があったにもかかわらず軽い措置であり、ブリュネも復帰を確信していた。1870年2月7日にはルーアンに近い町の名家の娘・エンマと結婚した。なお、ブリュネの結婚の証人は上司であったシャノワーヌ夫妻が務めている。
まもなく普仏戦争が勃発したため、現役に復帰することを許され、一等大尉として駐オーストリア・ウィーン大使館付きの武官補佐官となった。セダンの戦いでプロイセン軍に包囲されたフランス軍はナポレオン3世以下全軍降伏し、ブリュネも捕虜となったが、間もなくフランス政府が講和を結んだため、釈放され、パリ・コミューン鎮圧に参加した。1875年から5年間、オーストリア＝ハンガリー帝国におけるフランス大使館駐在武官を務めた。
1880年にパリに戻り、フォンテーヌブロー砲工実施学校の司令官となった。この年には日本政府からフランスへの日本人留学生の庇護にあたったとして勲四等旭日小綬章を叙勲された。1881年からはイタリア王国におけるフランス大使館駐在武官をつとめている。1882年には大砲製造について助言を行ったとして、勲三等旭日中綬章を叙勲されている。この時期にローマに滞在していたのがかつての教え子田島応親であり、田島は帰国後イタリア製式銅砲を制作して日清戦争および日露戦争で使用されることとなる。1887年にはパリに戻っている。
1895年（明治28年）、少将として第48歩兵旅団長を務めていたブリュネは、日清戦争で日本に貢献したとして、勲二等旭日重光章を授与されている。この時には同じ理由でシャノワーヌ（勲一等瑞宝章）、オーギュスタン・デシャルム（勲二等瑞宝章）、ジュールダン（勲二等瑞宝章）といった軍事顧問団のメンバーも受章しているが、同階級のデシャルムらが受けたよりも高いランクの勲章であった。
1898年にはシャノワーヌが陸軍大臣に就任しているが、ブリュネは師団陸将に昇進している。11月5日まで陸軍大臣官房長をつとめた。

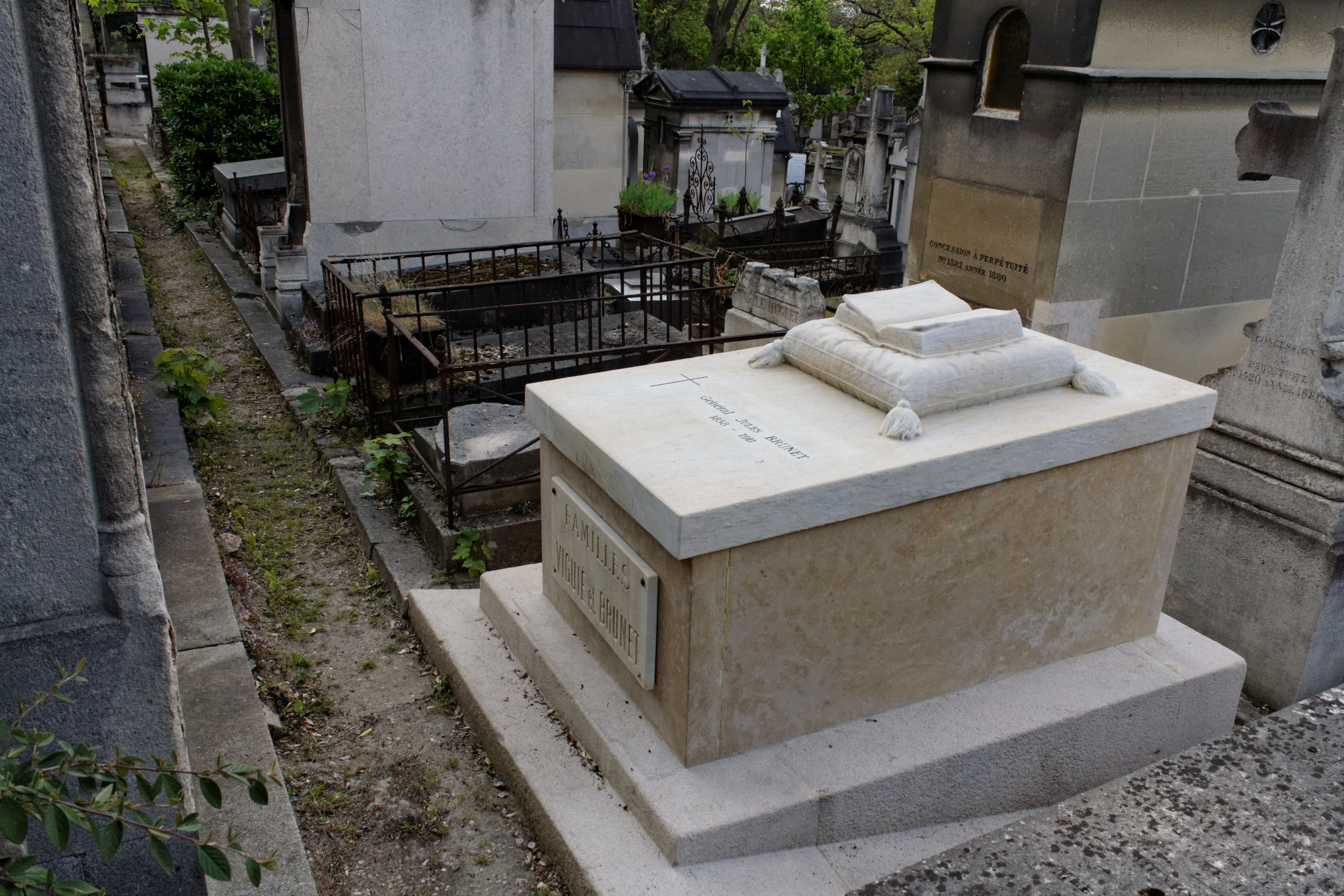
パリのペール・ラシェーズ墓地にあるブリュネの墓所

1911年8月12日、パリ近郊の自宅で死去。なお、パリ郊外の末裔宅にはブリュネが日本の大君（将軍）から拝領したとされる日本刀が三振り現存している。

## スケッチ
ブリュネの砲兵学校時代の成績表には「頭脳明晰にして才気煥発、品行方正にして画技に秀でる」と記されており、メキシコ戦役中から多くのスケッチを描いており、日本においてもつねにクロッキー用鉛筆とパレットを持ち歩いていたという。メキシコや日本で描いたスケッチは、当時、『ル・モンド・イリュストレ』（Le Monde Illustré）にも掲載されていた。

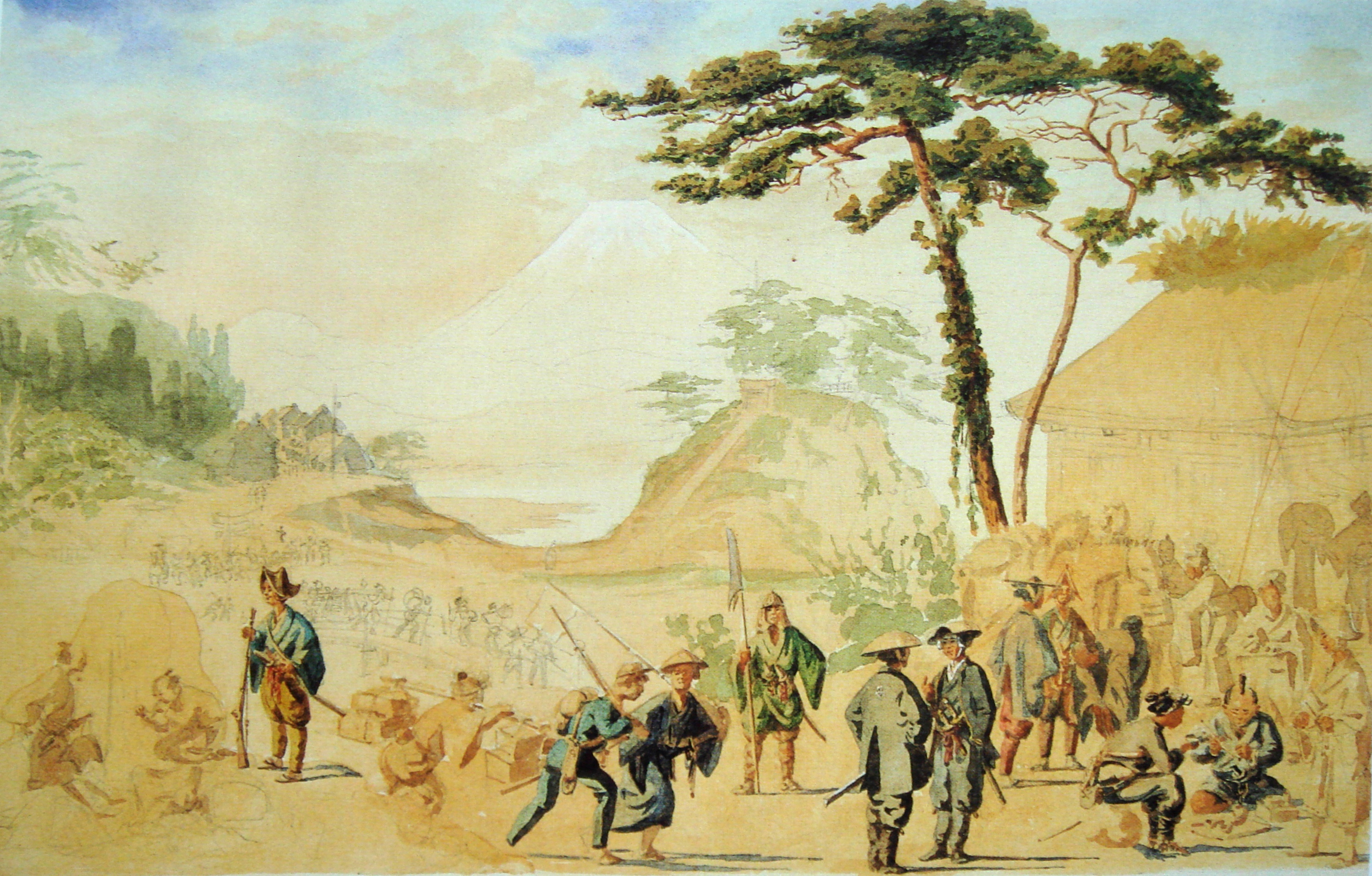
幕府軍（1867年）
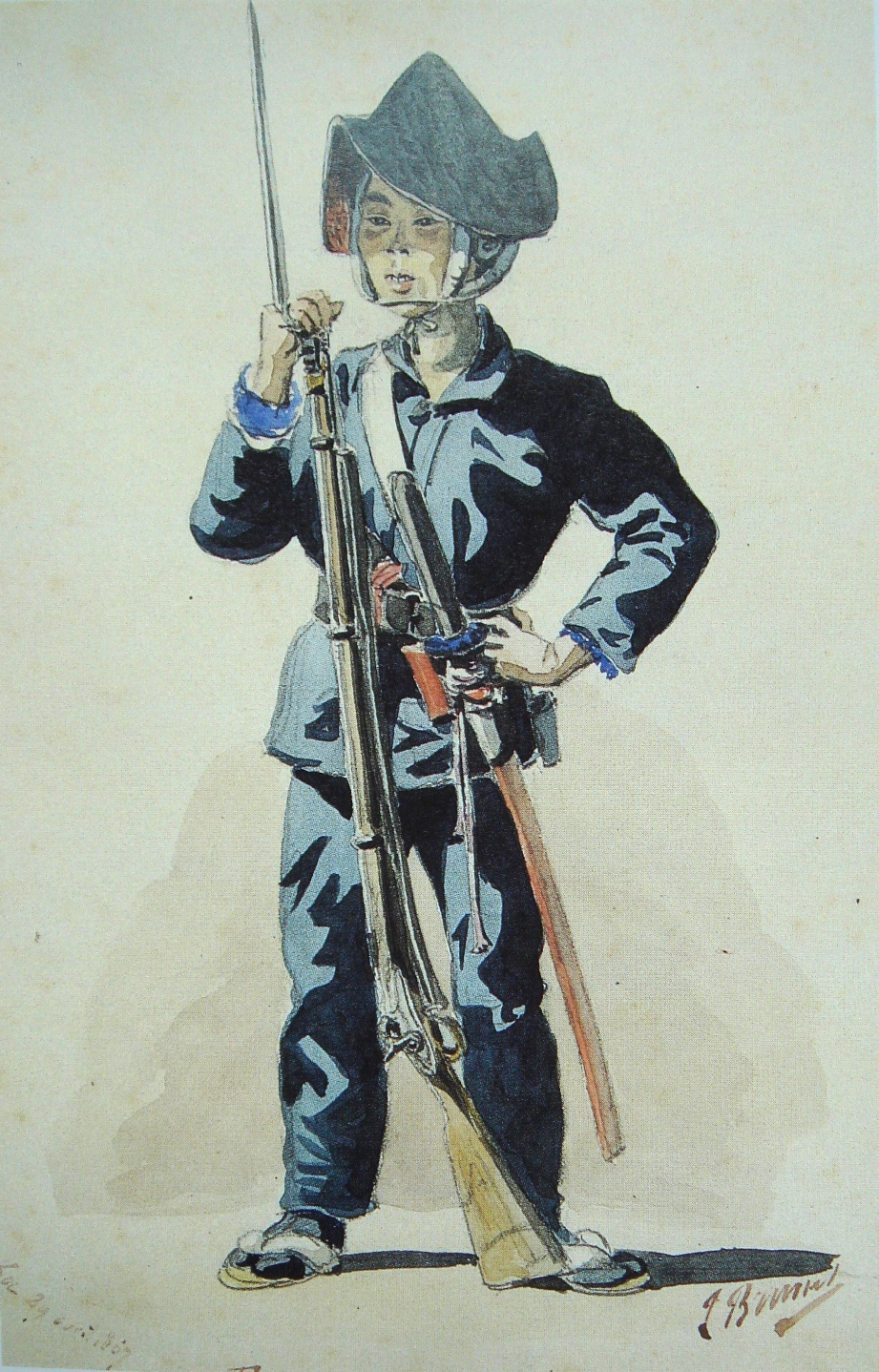
幕府軍歩兵（1867年）
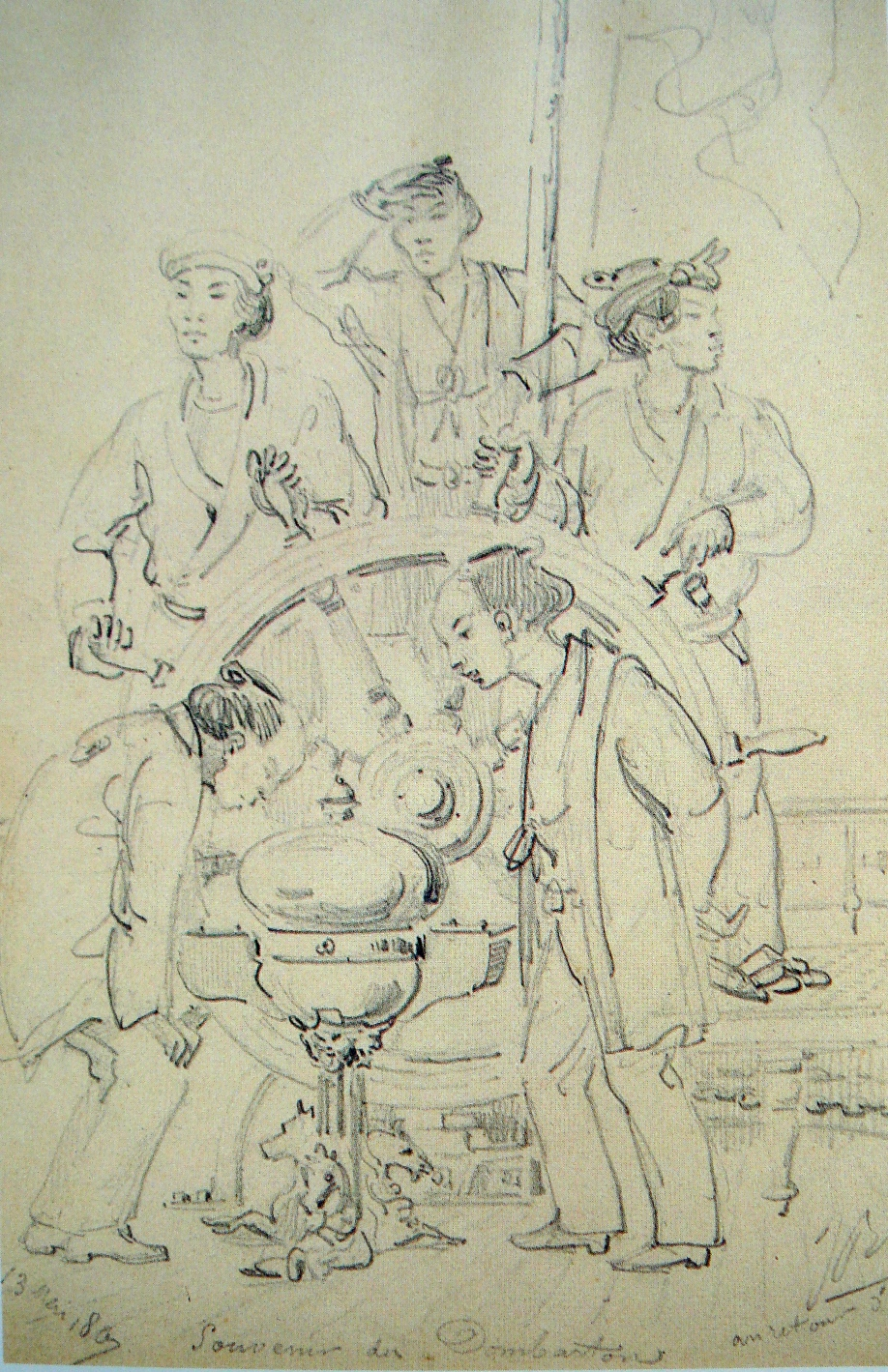
幕府輸送船長鯨丸の水兵 （1867年）

## 記念切手
1858年（安政5年）の日仏修好通商条約から数えて、国交開始150周年となる2008年に、日仏両国の代表的な人物の記念切手が発売された。ブリュネはその「幕末シリーズ」10人の中に選ばれている。

## 関連作品
- 『五稜郭』 - 1988年日本テレビ、演：岡田眞澄
- 『幕末機関説 いろはにほへと』 - 2006年サンライズ、演：広瀬正志
- 歴史秘話ヒストリア『サムライとフランス軍人 〜幕末ラストミッション〜』 - 2020年・NHK総合、演：ジリ・ヴァンソン
- 『ラスト サムライ』 - 2003年米、主人公ネイサン・オールグレン大尉（演：トム・クルーズ）はジュール・ブリュネがモデルだと言われている。
- 映画『燃えよ剣』 - 2021年10月15日公開（東宝 / アスミック・エース、演：ジョナ・ブロケ）
- 『Rise of the Ronin』- 2024年ソニー・インタラクティブエンタテインメント発売、声：大塚芳忠

## 文芸作品ほか
- 綱淵謙錠『乱』中央公論社、1996年／中公文庫 上下、2000年。遺作
- 佐藤賢一『ラ・ミッション‐軍事顧問ブリュネ』文藝春秋 2015年 ISBN 4163902139／文春文庫 2017年 ISBN 4167909758
- 合田一道『大君(タイクン)の刀―ブリュネが持ち帰った日本刀の謎』「道新選書」北海道新聞社、2007年
- クリスチャン・ポラック『絹と光―知られざる日仏交流一〇〇年の歴史』 アシェット婦人画報社、2002年 - ナポレオン3世宛てのブリュネの手紙の原文と訳文が掲載されている[23]
- 『函館の幕末・維新―フランス士官ブリュネのスケッチ100枚』、綱淵謙錠、ポラックほか解説、中央公論社、1988年